# Vorrei sapere/Viva la notte
Vorrei sapere/Viva la notte è il secondo 45 giri del cantante pugliese Fabio, uno dei cantanti di punta dell'etichetta milanese Bentler.

## Il disco
Il disco è quello di maggior successo del cantante, in quanto entrambi i brani parteciparono, in momenti diversi, a due manifestazioni canore fondamentali nella musica leggera italiana: Vorrei sapere fu infatti in gara ad Un disco per l'estate 1968, mentre pochi mesi dopo Viva la notte venne scelto come sigla del Cantagiro, e Fabio partecipò alla manifestazione come ospite.
La Bentler pubblicò il 45 giri in due diverse emissioni: la prima, a maggio, aveva la copertina apribile a poster, riportava i testi delle due canzoni ed aveva, per Vorrei sapere, la scritta Da un disco per l'estate 1968. La seconda emissione, successiva di qualche mese, aveva invece la tipica copertina singola chiusa dei 45 giri, ed era stata aggiunta per Viva la notte la scritta Sigla del Cantagiro 1968.
Un'ulteriore spinta pubblicitaria al disco lo diede, infine, la partecipazione a settembre di Viva la notte alla Mostra Internazionale di Musica Leggera di Venezia.
Il testo di Vorrei sapere è di Luciano Beretta, storico paroliere del Clan Celentano, mentre la musica è del maestro Roberto Negri, che cura anche gli arrangiamenti e la direzione d'orchestra di entrambi i brani (e che seguiva molti artisti della Bentler dal punto di vista musicale).
Viva la notte, che è una bossa nova più ritmata rispetto alla canzone sul lato A, ha invece come autori Beretta e Walmusi per il testo e Roberto Negri, Giuseppe Verdecchia e Raffaele Pintucci per la musica.
Le edizioni musicali sono curate dal Gruppo editoriale Guerrini.